# 鎮撫使 (古代日本)
鎮撫使（ちんぶし）とは、日本の奈良時代の初めに地方の治安維持と行政監察を任務として置かれた臨時の官職である。惣管とともに設置された。

## 概要
『続日本紀』巻第十一によると、天平3年（731年）11月に、
というのが、史料における初出である。この時、畿内の惣管としては、新田部親王・藤原宇合が任命されており、山陰道の鎮撫使として多治比県守、山陽道に藤原麻呂、南海道に大伴道足が任じられている。宇合以下4人は参議であった。
惣管同様、内外の文官や武官で6位以上のもので、兵術や文筆に素養のあるものを抽出して任命され、判官1人、主典1人のほかに、三位以上の場合は随身4人、四位の場合は2人が随行することになっていた。随身は惣管の傔仗同様、弓矢で武装することになっており、鎮撫使の審査を受けて昇進することが可能であった。惣管同様、管轄区域の現地へ赴く場合は、騎兵30人を従えることができた。
その職掌は、惣管と同様、凶徒の逮捕、兵器の不法所持摘発などの地方の治安維持と、適宜国司や郡司の治績を巡察して、中央に報告することであったが、兵馬差発権については、認められていなかった。
これらは、天平2年（730年）9月以降の世情不安によるもので、人心の動揺や社会不安による反政府的な動きに対し、武力鎮圧で対抗したものである。
『続紀』巻第十六によると、この後、天平18年（746年）4月に橘諸兄が左大臣兼任大宰帥（兼西海道鎮撫使）に、藤原豊成が中納言兼東海道鎮撫使に、藤原仲麻呂が式部卿兼東山道鎮撫使に、中納言巨勢奈弖麻呂が北陸道・山陰道鎮撫使に、参議の大伴牛養が山陽道鎮撫使に、参議の紀麻路が南海道鎮撫使に任命されている。この時も太政官の主要メンバーから構成され、天平3年の体制を継承している。これは平城京への還都後の社会不安に対し、武力で対抗するために設置されたものと推定されている。同年12月、「七道の鎮撫使を停む、また京・畿内と諸国の兵士、旧に依りて点差（あてさ）す」とあり、この時に停止されている。
また、天平3年の惣管・鎮撫使の停止に関する記事は存在せず、その多くは天平4年（732年）8月17日に節度使に任命されている。